# Pozsonyi vértörvényszék
A Pozsonyi vértörvényszék a protestánsok üldözésének hírhedt eszköze volt Magyarországon a 17. század végén.

## Előzményei

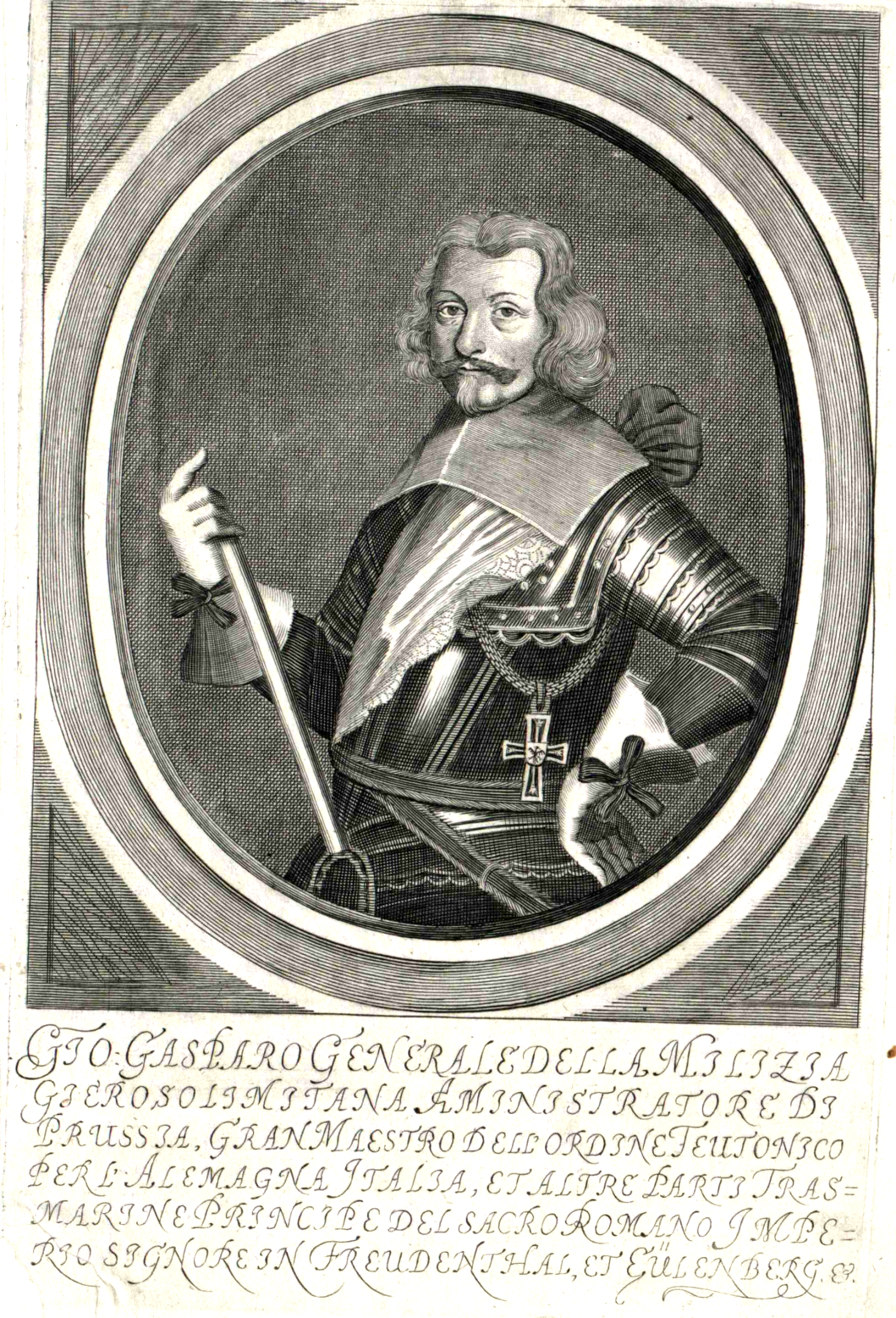
Johann Caspar von Ampringen a Német Lovagrend 48. nagymestere

Amikor a Wesselényi-összeesküvés elnyomása után Johann Caspar von Ampringen a Német Lovagrend 48. nagymestere 1673 februárjában Magyarország kormányzója lett, az osztrákok a legkegyetlenebb módon kezdtek eljárni a felkelésben gyanúsítottak ellen. Szelepcsényi György érseket, aki eleinte tiltakozott a törvénytelen állapot ellen, azzal nyerték meg, hogy rábizták a protestánsok megtérítését.

## A törvényszék működése
Szelepcsényi 1673. augusztus 23-án körlevelet intézett az összes felvidéki protestáns papokhoz és tanítókhoz, amelyben őket Majláth Miklós koronaügyésznek azon vádja alapján, hogy fő részük volt az 1669. évi összeesküvésben, a pozsonyi királyi helytartósági törvényszék elé idézte. Továbbá azzal vádolták őket, hogy a katolikus hitet gyalázzák, a szenteket és Szűz Máriát gúnyolják, a katolikus papokat pedig megölik. A megjelent 33 lelkészre hamarosan kimondták a halálos ítéletet, amelyet a király kegyelme arra változtatott, hogy vagy örökre kiköltözködnek az országból, vagy itt maradásuk esetében írásban kötelezik magukat, hogy lemondanak a papi, tanítói tisztről és legjobb erejük szerint támogatni fogják a kormányt a lázadókkal szemben. A megrémült bányavárosoknak, amelyek követség útján kérték a királytól a lelkészválasztásra való engedélyt, Szelepcsényi azt válaszolta, hogy kérelmük felett az 1674. május 5-én tartandó pozsonyi törvényszék fog dönteni. Szelepcsényi ismét felszólította a protestáns papokat és tanítókat, hogy jelenjenek meg, mire sokan Erdélybe, Törökországba és Németországba menekültek. Háromszázan mégis eljöttek, akik közül 236 aláírta az előbb említett kötelezvényt, a többieket börtönbe vetették vagy gályarabságba küldték Triesztbe és Nápolyba. Az utóbbiakat Ruyter tengernagy közbenjárására szabadon bocsátották.